# Jerry Bruckheimer Films
Jerry Bruckheimer Films Inc. (JBF en abrégé) est une société indépendante américaine de production cinématographique et télévisée fondée par le producteur Jerry Bruckheimer.
Bruckheimer avait auparavant fondé une première incarnation baptisée Don Simpson/Jerry Bruckheimer Films en 1983 avec Don Simpson. Après avoir rompu son partenariat avec Simpson, il crée l'incarnation actuelle de la société en 1995. La société est connue pour avoir produit plusieurs franchises à succès comme Le Flic de Beverly Hills, Bad Boys ou encore Pirates des Caraïbes. Dans les années 2000, Bruckheimer ouvre une branche télévisée, connue pour avoir produit la franchise Les Experts.
Le logo de l'étiquette montre un arbre sans feuilles sur lequel des feuilles apparaissent après que l'arbre a été frappé par la foudre.

## Histoire
Le producteur de longue date Jerry Bruckheimer a d'abord été le cofondateur de Don Simpson/Jerry Bruckheimer Films, fondé dans les années 1980 avec Don Simpson. Ce label a produit des succès tels que la série de films Le Flic de Beverly Hills et Top Gun
En 1995, son partenariat avec Don Simpson s'arrête et il fonde l'incarnation actuelle de la société Jerry Bruckheimer Films ; néanmoins, il continue à produire ses films Don Simpson/Jerry Bruckheimer Films jusqu'en 1997 avec la première production de la société sous son incarnation actuelle : le thriller d'action « Les Ailes de l'enfer » de Simon West avec Nicolas Cage. Le siège de la société est à Santa Monica, en Californie.
La société possède également une division de production télévisuelle Jerry Bruckheimer Television. En juin 2016, la succursale est devenue une équipe indépendante, mettant fin à un contrat de 15 ans avec Warner Bros. Television Studios. En juillet 2017, la succursale a signé un contrat avec CBS Television Studios.

## Filmographie

### Cinéma

#### Années 1980-90
En tant que Don Simpson/Jerry Bruckheimer Films
- 1983 : Flashdance d'Adrian Lyne
- 1984 : Le Flic de Beverly Hills (Beverly Hills Cop) de Martin Brest
- 1984 : Voleur de désirs (Thief of Hearts) de Douglas Day Stewart
- 1986 : Top Gun de Tony Scott
- 1987 : Le Flic de Beverly Hills 2 (Beverly Hills Cop II) de Tony Scott
- 1990 : Jour de tonnerre (Days of Thunder) de Tony Scott
- 1994 : Tel est pris qui croyait prendre (The Ref) de Ted Demme
- 1995 : Bad Boys de Michael Bay
- 1995 : USS Alabama (Crimson Tide) de Tony Scott
- 1995 : Esprits rebelles (Dangerous Minds) de John N. Smith
- 1996 : Rock (The Rock) de Michael Bay

En tant que Jerry Bruckheimer Films
- 1997 : Les Ailes de l'enfer (Con Air) de Simon West
- 1998 : Armageddon de Michael Bay
- 1998 : Ennemi d'État (Enemy of the State) de Tony Scott

#### Années 2000
- 2000 : 60 secondes chrono (Gone in 60 Seconds) de Dominic Sena
- 2000 : Coyote Girls (Coyote Ugly) de David McNally
- 2000 : Le Plus Beau des combats (Remember the Titans) de Boaz Yakin
- 2001 : Pearl Harbor de Michael Bay
- 2001 : La Chute du faucon noir (Black Hawk Down) de Ridley Scott
- 2002 : Bad Company de Joel Schumacher
- 2003 : Kangourou Jack (Kangaroo Jack) de David McNally
- 2003 : Pirates des Caraïbes : La Malédiction du Black Pearl (Pirates of the Caribbean: The Curse of the Black Pearl) de Gore Verbinski
- 2003 : Bad Boys 2 de Michael Bay
- 2003 : Veronica Guerin de Joel Schumacher
- 2004 : Le Roi Arthur (King Arthur) d'Antoine Fuqua
- 2004 : Benjamin Gates et le Trésor des Templiers (National Treasure) de Jon Turteltaub
- 2006 : Les Chemins du triomphe (Glory Road) de James Gartner
- 2006 : Pirates des Caraïbes : Le Secret du coffre maudit (Pirates of the Caribbean: Dead Man's Chest) de Gore Verbinski
- 2006 : Déjà vu de Tony Scott
- 2007 : Pirates des Caraïbes : Jusqu'au bout du monde (Pirates of the Caribbean: At World's End) de Gore Verbinski
- 2007 : Benjamin Gates et le Livre des secrets (National Treasure: Book of Secrets) de Jon Turteltaub
- 2009 : Confessions d'une accro du shopping (Confessions of a Shopaholic) de Paul John Hogan
- 2009 : Mission-G (G-Force) d'Hoyt Yeatman

#### Années 2010
- 2010 : Prince of Persia : Les Sables du Temps (Prince of Persia: The Sands of Time) de Mike Newell
- 2010 : L'Apprenti sorcier (The Sorcerer's Apprentice) de Jon Turteltaub
- 2011 : Pirates des Caraïbes : La Fontaine de Jouvence (Pirates of the Caribbean: On Stranger Tides) de Rob Marshall
- 2013 : Lone Ranger, naissance d'un héros (The Lone Ranger) de Gore Verbinski
- 2014 : Délivre-nous du mal (Deliver Us from Evil) de Scott Derrickson
- 2017 : Pirates des Caraïbes : La Vengeance de Salazar (Pirates of the Caribbean: Dead Men Tell No Tales) de Joachim Rønning et Espen Sandberg
- 2018 : Horse Soldiers (12 Strong) de Nicolai Fuglsig[6]
- 2019 : Gemini Man d'Ang Lee

#### Années 2020
- 2020 : Bad Boys for Life d'Adil El Arbi et Bilall Fallah
- 2022 : Top Gun: Maverick de Joseph Kosinski
- 2022 : Base secrète (Secret Headquarters) d'Henry Joost et Ariel Schulman
- 2024 : Le Ministère de la Sale Guerre (The Ministry of Ungentlemanly Warfare) de Guy Ritchie
- 2024 : Bad Boys: Ride or Die d'Adil El Arbi et Bilall Fallah
- 2024 : Le Flic de Beverly Hills : Axel F. (Beverly Hills Cop: Axel F) de Mark Molloy
- 2024 : Face à la mer : l'histoire de Trudy Ederle (Young Woman and the Sea) de Joachim Rønning
- 2025 : F1 de Joseph Kosinski
- 2025 : Hans Zimmer & Friends: Diamond in the Desert de Paul Dugdale

### Télévision
La division Jerry Bruckheimer Television a produit de nombreuses séries télévisées.

#### Séries télévisées
- 2000-2015 : Les Experts (CSI: Crime Scene Investigation)
- 2002-2012 : Les Experts : Miami (CSI: Miami)
- 2002-2009 : FBI : Portés disparus (Without a Trace)
- 2003 : Skin
- 2003-2010 : Cold Case : Affaires classées (Cold Case)
- 2004-2013 : Les Experts : Manhattan (CSI: NY)
- 2005-2006 : DOS : Division des opérations spéciales (E-Ring)
- 2005 : Just Legal
- 2005-2007 : Close to Home : Juste Cause (Close to Home)
- 2006 : Justice
- 2006 : Modern Men
- 2008-2009 : Eleventh Hour
- 2009-2010 : Forgotten (The Forgotten)
- 2010-2011 : Chase
- 2010 : Miami Medical
- 2013-2014 : Hostages
- 2015-2016 : Les Experts : Cyber (CSI: Cyber)
- 2016-2021 : Lucifer
- 2017 : Training Day
- 2019-2020 : Los Angeles : Bad Girls (L.A.'s Finest)
- 2020 : Council of Dads
- depuis 2020 : Hightown
- depuis 2021 : Les Experts : Vegas (CSI: Vegas)
- depuis 2022 : American Gigolo
- depuis 2022 : Fire Country
- 2022-2023 : Trésors perdus : le secret de Moctezuma (National Treasure: Edge of History)

#### Téléfilms
- 1998 : Max Q de Michael Shapiro
- 1999 : Vote sous influence (Swing Vote) de David Anspaugh
- 2024 : Le Flic de Beverly Hills : Axel F. (Beverly Hills Cop: Axel F) de Mark Molloy (en)

#### Émissions
- 2011 : Take the Money and Run